# Mário Moinhos
Mário Moinhos (13. května 1949, Vila Nova de Gaia – 7. listopadu 2023) byl portugalský fotbalista, útočník.

## Fotbalová kariéra
Začínal v týmu Vilanovense FC. V portugalské lize hrál od roku 1969 za Boavistu Porto. Od roku 1973 hrál za Benficu Lisabon, se kterou získal tři mistrovské tituly.  V roce 1977 se vrátil do Boavisty a s týmem vyhrál v roce 1979 Portugalský pohár. Kariéru zakončil v týmu SC Espinho. V Poháru mistrů evropských zemí nastoupil v 9 utkáních, v Poháru vítězů pohárů nastoupil v 9 utkáních a dal 2 góly a v Poháru UEFA nastoupil ve 2 utkáních. Za portugalskou reprezentaci nastoupil v letech 1975–1976 v 7 utkáních a dal 1 gól, v roce 1975 nastoupil i v kvalifikačním utkání Mistrovství Evropy ve fotbale 1976 proti Československu v Portu. 

## Ligová bilance
| Ročník                        | Zápasy | Góly | Klub            |
| ----------------------------- | ------ | ---- | --------------- |
| 1. portugalská liga 1969/1970 | 25     | 5    | Boavista FC     |
| 1. portugalská liga 1970/1971 | 17     | 4    | Boavista FC     |
| 1. portugalská liga 1971/1972 | 29     | 6    | Boavista FC     |
| 1. portugalská liga 1972/1973 | 29     | 15   | Boavista FC     |
| 1. portugalská liga 1973/1974 | 5      | 1    | Benfica Lisabon |
| 1. portugalská liga 1974/1975 | 28     | 13   | Benfica Lisabon |
| 1. portugalská liga 1975/1976 | 29     | 7    | Benfica Lisabon |
| 1. portugalská liga 1976/1977 | 12     | 0    | Benfica Lisabon |
| 1. portugalská liga 1977/1978 | 26     | 6    | Boavista FC     |
| 1. portugalská liga 1978/1979 | 29     | 3    | Boavista FC     |
| 1. portugalská liga 1979/1980 | 29     | 6    | Boavista FC     |
| 1. portugalská liga 1980/1981 | 30     | 7    | SC Espinho      |
| 1. portugalská liga 1981/1982 | 29     | 6    | SC Espinho      |
| 1. portugalská liga 1982/1983 | 19     | 1    | SC Espinho      |
| 1. portugalská liga 1983/1984 | 6      | 0    | SC Espinho      |
| CELKEM 1. portugalská liga    | 342    | 80   |                 |